# Экономический кризис в Грузии (2008—2010)
Экономический кризис в Грузии — экономический кризис в Грузии 2008—2010 годов, произошедший на фоне мирового экономического кризиса.

## Ход кризиса
Развившийся с начала 2008 года мировой экономический кризис отразился на экономике Грузии. С весны 2008 года возникли проблемы с финансовыми ресурсами, упала инвестиционная активность, сократилось потребление.
В октябре 2008 года западные страны выделили Грузии 4,5 млрд долларов финансовой помощи, из которых 2,5 млрд — долгосрочный заём, а 2 млрд — грант. По мнению некоторых экспертов, эта помощь сыграла основную роль в предотвращении коллапса экономики Грузии.
По итогам 2008 года ВВП увеличился на 2,1 %, приток прямых иностранных инвестиций уменьшился на 22 % (до 1,564 млрд долларов) За первые три квартала 2009 года поступило 505,2 млн долларов прямых иностранных инвестиций.
По итогам 2009 года ВВП опустился всего на 3,8 %, что являлось небольшим снижением в мире (к сравнению: Украина −14,8 %, Россия −7,8 %, Армения −14,2 %)[54]. Причем заметная часть этого падения связана с последствиями войны в Грузии Промышленное производство за тот же год упало на 8,5 %..